# Thierry Sabine
Thierry Sabine (13. června 1949, Neuilly-sur-Seine, Francie – 14. ledna 1986, Goulma, Mali) byl francouzský motocyklový a automobilový závodník, zakladatel Rallye Paříž – Dakar.

## Motoristická kariéra
Thierry Sabine se od mládí účastnil různých soutěží a závodů – závodně jezdil na koni nebo létal, ale patrně nejúspěšnější byl od konce 60. let v motocyklových a automobilových závodech, například na okruzích formule Renault nebo ve dvou ročnících závodu 24 hodin Le Mans. V roce 1973 se dokonce stal mistrem Francie. V polovině 70. let pak založil společnost TSO („Thierry Sabine Organisation“) zaměřenou na pořádání dobrodružných soutěží, ve kterých spolu soutěží desítky až stovky motoristických posádek.
V roce 1976 se Sabine zúčastnil motocyklové soutěže z Abidžanu (Pobřeží slonoviny) do francouzského letoviska Nice. Přibližně za polovinou africké části na pomezí Čadu a Libye zabloudil v pohoří Tibesti a poté, co mu došel benzín, strávil bez jídla a pití tři dny hledáním civilizace. Při tomto doslova boji o život se rozhodl, že pokud přežije, vrátí se do Afriky jako organizátor bezpečného závodu, ve kterém bude organizačně a záchranářsky postaráno o každého účastníka, ať to bude člen továrního týmu nebo amatérský nadšenec.

## První soutěž skrz západní Afriku
Rallye, ve skutečnosti hlavně těžká terénní soutěž, byla poprvé odstartována 16. prosince 1978 na pařížském náměstí Place du Trocadéro et du 11 Novembre. Trasa vedla z Francie přes Alžírsko, Niger, Mali a Horní Voltu do Senegalu. Už do prvního ročníku se přihlásilo 179 strojů ve třech kategoriích: 87 motocyklů, 80 osobních a 12 nákladních aut.
Soutěž v té době ještě nesla prostý název l´ Afrique a patronát nad ní nesly významné časopisy Paris Match a l´ Equipe. V některých médiích byla pejorativně označena jako „soutěž bláznů“, protože jen málokdo si dokázal představit skutečné podmínky soutěže dlouhé přes 10.000 kilometrů, pro kterou byla dokonce zajištěna lékařská pomoc v celé trase. Ale již v tomto prvním ročníku došlo ke smrtelné nehodě – jeden motocyklista neuposlechl propozice a při jízdě bez ochranné přilby utrpěl smrtelný úraz. Ovšem soutěž v té době neměla ještě tak náročný ráz jako o několik let později: o poměrně rozumném Sabinově přístupu k plánování závodu svědčí i fakt, že tento první závod dokončil i vůz z roku 1926 nebo že se většina etap dokončovala ještě za světla.

## Vznik Rallye Paříž – Dakar
Africká soutěž vzbudila značný zájem i u profesionálních týmů coby „jediná soutěž na světě, která dokáže závodníka i stroj otestovat po všech podmínkách“ a druhého ročníku, již pod názvem Rallye Paris – Dakar, se v roce 1980 zúčastnilo 210 posádek. Sabine značně vylepšil péči o závodníky a uzavřel smlouvu s cestovní kanceláří Africatours, která se postarala o řádné stravování pro všechny závodníky (tj. zejména vydatné snídaně a teplé večeře), zároveň se rozhodl zpřísnit podmínky technické pomoci a poněkud srovnat podmínky profesionálů vůči amatérům (v prvním ročníku totiž týmu Porsche značně vypomáhala jeho flotila vrtulníků, a to jak servisem přímo na trati, tak i vzdušnou navigací): všechny kategorie byly dále rozděleny na sériové stroje, přísněji posuzované modifikované sériové stroje a nejpřísněji hodnocené speciály/prototypy. Veškerá technická pomoc pro soutěžící musela být transportována výhradně po zemi, nesměla se používat rádiová navigace a vysílačky směly být odplombovány a použity pouze v případech ohrožení života. Sabine se při soutěži také musel vypořádat s nehodou doprovodného kamionu TSO, ze kterého uniklo několik tisíc litrů benzínu určeného pro závodníky, a tak dodatečně upravil některé náročné trasy tak, aby závodní stroje ušetřily palivo.
Obtížnost závodu se pomalu stupňovala, proto lákala stále více účastníků a v roce 1981 soutěžilo už 276 posádek, v roce 1982 390 posádek, v roce 1983 382 posádek – v tomto ročníku se poprvé jelo přes severonigerskou pouštní oblast Ténéré a několik desítek posádek se ztratilo v písečné bouři, nejpozději po čtyřech dnech však byli všichni zachráněni. V roce 1984 Sabine naplánoval závod ještě dále na jihovýchod Nigeru, účast dosáhla dokonce 427 posádek. V té době již byl Sabine coby organizátor proslavený a TSO získávala významné sponzory a partnery od časopisů přes výrobce autopříslušenství po letecké společnosti.
Pro 7. ročník závodu v roce 1985 zorganizoval Sabine úvodní terénní etapu (prolog), který se konal ve městě Cergy Pontoise nedaleko Paříže dne 30. prosince 1984. Běžným občanům tak poskytl možnost vidět alespoň zlomek skutečné terénní náročnosti soutěže už ve Francii. Zároveň byly na úvod afrických etap v Alžírsku naplánovány obzvlášť těžké speciály, které pomohly vozy i posádky včas otestovat a „vytřídit“ ještě před vjezdem do pouštních oblastí. Délka trasy v tomto roce dosáhla přes 12.500 km.
V 8. ročníku závodu v roce 1986 se podmínky soutěže ani trasa příliš nezměnily, zúčastnilo se 487 posádek. Přestože se prolog konal opět v Cergy Pontoise u Paříže, byl start vlastního závodu přeložen do sto kilometrů vzdálených Versailles – nelze vyloučit, že tak Sabine reagoval na sílící protestní hlasy aktivistů, kteří mluvili o zbytečném utrácení peněz (které by měly být raději věnovány africkým obyvatelům) a kteří také dokázali krátce zablokovat předsoutěžní přehlídku vozidel v Rouenu.

## Smrt při letecké nehodě
Dne 12. ledna 1986 poskytl Sabine pro stanici Radio Niger inteview, ve kterém mj. prohlásil, že by chtěl v životě dokázat ještě dvě věci: ukázat své dceři Afriku a zemřít někde v africké poušti. Tato slova se o dva dny později ukázala být tragickou předpovědí.
Dne 14. ledna 1986 dospěla rallye do etapy Niamey (Niger) – Gourma Rarous (Burkina Faso). Při předstartovním briefingu Sabine závodníkům zdůraznil, že etapa bude náročná na orientaci a že si závodníci mají dávat velký pozor na armády obou států („hranice je sice už klidná, ale jsou tam vojáci, mohlo by se střílet“).
Pozdě odpoledne se nad oblastí závodu zvedla písečná bouře, která po setmění zesílila. Právě tu dobu však začínalo finále etapy v podobě 120 km dlouhého nočního speciálu z osady Gossi do cíle. Silná písečná mlha ztěžovala orientaci jezdcům i leteckému doprovodu TSO. Sabineho bílý vrtulník AS 350 proto okolo 18:10 přistál v Gossi a Sabine šel konverzovat se závodníky před startem speciálu, přičemž čekali, zda se bouře uklidní. Přestože vrtulník nebyl vybaven pro noční lety ani světlomety, ani řádnou navigací, rozhodl Sabine o vzletu směr Gourma Rarous, tj. asi sto kilometrů vzdušnou čarou.
Před 19. hodinou, přibližně 22 km od cíle, pilot Bagnoud rozhodl, že další let v noční písečné bouři není možný a rozhodl se přistát. Vysílačkou se pak dohodli s pozemní stanicí, že jim pošle naproti evakuační automobil Lada Niva týmu Lada Poch (posádka Pierre Lartigue a Bernard Giroux). Nepochopitelné však je, že po této dohodě vrtulník stejně vzlétl a v nízké výšce pokračoval v letu, přičemž se pilot pravděpodobně orientoval podle mlhových a dálkových světel závodníka Philippe Joineaua jedoucího v Suzuki. Zatímco však automobil jel po mírně zvlněné pistě, okolní terén tvořily o poznání vyšší duny – a do jedné z těch největších (cca 150 m dlouhé a až 10 m vysoké duny) okolo 19:20 vrtulník narazil, přitom se roztrhnul a jeho trosky se rozletěly v okruhu několika set metrů. Při nehodě okamžitě zahynula celá posádka: ředitel TSO Thierry Sabine (†36), zpěvák Daniel Balavoine (†33), novinářka Nathalie Odentová (†25), rozhlasový technik Jean-Paul le Fur (†35) a pilot François Xavier-Bagnoud (†25).
Během několika desítek sekund na místo nehody dorazilo několik účastníků závodu, kteří předtím viděli světla vrtulníku i následný záblesk – například Charles Belveze & Jacques Girard (soutěžní vůz Mitsubishi Pajero č. 347), Raymond Loizeaux (motocykl BMW aj.). Posádce vrtulníku však nemohli pomoci: trosky vrtulníku sice nehořely (palivo se pouze rozteklo do písku), ale prudká energie nárazu posádku katapultovala ven a jejich těla roztrhala.
Přestože se spekulovalo o ukončení soutěže, zvítězil názor, že závodníci Sabineho památku naopak nejlépe uctí dokončením rallye a vzpomínkovou akcí až v Dakaru. Na místě nehody pak byl postaven prostý kamenný pomníček u akátu, který byl pojmenován jako Strom Thierry Sabineho.
Ve vedení soutěže nahradil Sabineho jeho oficiální zástupce Patrick Verdoy, od ročníku 1987 pak byl ředitelem soutěže dřívější úspěšný závodník René Metge.

### Nejasnosti
Záhadou zůstává, proč vrtulník vzlétl, přestože několik minut předtím posádka potvrdila vysílačkou, že čeká na evakuační vůz. Nedaleko místa nehody byl však objeven otevřený balíček s obvazem a nelze tedy vyloučit, že někdo z posádky byl například uštknut hadem nebo štírem a že se tedy potřebovali rychle dostat do cíle i navzdory počasí.
Po nehodě prohlásil Bruno Bagnoud, otec zahynuvšího pilota, že v deníku jeho syna je mnoho záznamů o Sabineho příkazu nelétat v noci s vrtulníkem pro takové lety nepřizpůsobeným. Spekuloval také o tom, že vrtulník mohl být sestřelen.
Fakt, že jednou z obětí byl zpěvák Daniel Balavoine, dala vzniknout fámě o tom, že byl zavražděn kvůli svému kritickému postoji proti vládnoucí francouzské garnituře.